# Escape from El Diablo
Escape from El Diablo è un film del 1983 diretto da Gordon Hessler.

## Trama
Pauli e il suo amico Daniel varcano in bicicletta il confine con il Messico per raggiungere un bar chiamato "Rosa's Cantina", che si trova vicino alla famigerata prigione di El Diablo. Nel corso della serata, nel locale scoppia una rissa e Pauli viene arrestato. Daniel, che è riuscito a evitare l'arresto, cerca ripetutamente di negoziare per il rilascio dell'amico, ma alla fine capisce che l'unico modo per liberarlo è intraprendere un'azione più diretta.